# José Luis Salgado
José Luis Salgado Gómez (Città del Messico, 3 aprile 1966) è un allenatore di calcio ed ex calciatore messicano, di ruolo difensore. Ha partecipato a Stati Uniti 1994.

## Carriera

### Club
La sua carriera inizia nei Pumas UNAM, dove gioca 132 partite in cinque stagioni, guadagnandosi la chiamata in nazionale. Nel 1990 passa agli UAG Tecos, nel 1991 è invece al Monterrey. Nel 1995 passa al Club América di Città del Messico, dove gioca cinque stagioni, fino al 2000. Si ritira nel 2002 nel Monarcas Morelia.

### Nazionale
Ha giocato dal 1987 al 1995 con la nazionale di calcio messicana,  partecipando al campionato del mondo 1994.

## Palmarès

### Giocatore

#### Competizioni nazionali
- Campionato messicano: 1

UAG: 1993-1994
- Coppa del Messico: 1

Monterrey: 1991-1992

#### Competizioni internazionali
- CONCACAF Champions' Cup: 1

Pumas UNAM: 1989
- Coppa delle Coppe CONCACAF: 1

UAG: 1995